# AmiKit
Az AmiKit egy mintegy 425 előtelepített és -konfigurált programot tartalmazó Amiga-szoftverválogatás, mely futtatható Windowson, macOS-en, Linuxon, Raspberry Pi OS-en és Vampire V2 processzorkártyával gyorsított Amiga számítógépeken, illetve Vampire V4 Standalone egykártyás számítógépeken (AmiKit for Vampire).

## Rendszerjellemzők
- Az eredeti Workbench ablakkezelőn túl az AmiKit továbbiakat is kínál annak helyettesítésére, úgymint: Directory Opus Magellan vagy Scalos
- Mintegy 425 előtelepített és -konfigurált program (eszközkezelők /Tools/, felhasználói programok /Utilities/, játékok /Games/ és demók)
- Lehetővé teszi Windows, Mac, vagy Linux applikációk futtatását közvetlenül az AmiKit-ből
- Támogatja a HD Ready (720p), illetve a FullHD (1080p) képernyőfelbontásokat 32-bites színmélységben
- Kezeli a TrueType fontokat, a DualPNG ikonokat és a 24-bites vizuális témákat (pl. Dark Mode, Modern Retro, stb.)
- Támogatja a Dropboxot és a Google Drive-ot[2]

## Rendszerkövetelmények
Emuláció esetén Windows 7 vagy újabb, vagy macOS (10.08-10.14), vagy Linux (PlayOnLinux futtatására képes x86/64 változatok).
Eredeti Amiga hardveren AmigaOS (3.x) és Kickstart ROM (3.x) a minimum és a következő telepítőforrások támogatottak:
- AmigaOS XL CD vagy ISO
- AmigaOS 3.9 CD vagy ISO (az Amiga Forever részeként, a szükséges Kickstart ROM-mal együtt)
- AmigaOS 3.5 CD vagy ISO
- AmigaOS 3.1 az AmigaOS4.1 FE CD-n vagy ISO-n a Hyperion Entertainment-től (a szükséges Kickstart ROM-mal együtt)
- AmigaOS 3.1.4 ZIP a Hyperion Entertainment-től (a szükséges Kickstart ROM-mal együtt)
- AmigaOS 3.2 a Hyperion Entertainment-től[5]

## Lásd még
- Workbench
- AmigaOS 4
- Amiga
- Emulátor